# Хартал
Хартал (гінді हड़ताल, буквально - закриття крамниць) - на мовами Південної Азії, форма страйків у Індії, Пакистані, Банґладеш, Шрі-Ланці, Малайзії, що супроводжують ся масовим закриттям лавок, бойкотом іноземних товарів.
Спочатку вираз ґуджаратською мовою (har - «все» і tal(a) - «закривати»), введено в широкий ужиток Могандасом Ґанді. У першій половині XX століття широко застосовувалася прихильниками національно-визвольного руху проти англійських властей, придбавши характеру загального страйку, у якому брали участь робітники, середні верстви міста, торговці, студенти, школярі. Після досягнення Індією незалежності як метод політичної боротьби іноді використовувався різними політичними партіями. Широко відомий хартал 1953 на Цейлоні (Шрі Ланка). У Малайзії в 1940- 1960-ті роки пройшла серія харталів .
Сьогодні хартал використовується різними партіями як метод політичної боротьби і фактично позначає загальний страйк. У Пакистані та Банґладеш є визнаним політичним методом вираження громадської незгоди з тими чи іншими діями влади. У Банґладеш крім харталу використовується інший, близький по суті спосіб тиску на владу - обородх (блокада) , під час якого перекриваються всі шляхи сполучення (автомобільне, залізничне, водне) між містами, але економічна діяльність в країні, наскільки це можливо в даних умовах, триває.
У дні проведення харталів будь-яка діяльність зупиняється: не працюють комерційні структури, державні установи, утруднені переміщення по країні.
Захід включає у себе також проведення мітингів і демонстрацій протесту.